# Косково (Ленинградская область)
Косково — деревня в Самойловском сельском поселении Бокситогорского района Ленинградской области.

## Название
Происходит от личного имени.

## История
Деревня Косьтково упоминается в переписной книге XVII века.
Затем, как деревня Коськова она упоминается на карте Новгородского наместничества 1792 года А. М. Вильбрехта.

КОСКОВО — деревня Горского общества, прихода села Никола. Озеро Озёрское.

Крестьянских дворов — 25. Строений — 31, в том числе жилых — 24. Жители занимаются рубкой, возкой и сплавом леса.

Число жителей по семейным спискам 1879 г.: 53 м. п., 65 ж. п.; по приходским сведениям 1879 г.: 55 м. п., 61 ж. п.

В конце XIX — начале XX века деревня административно относилась к Деревской волости 5-го земского участка 3-го стана Тихвинского уезда Новгородской губернии.
В начале XX века близ деревни у озера находился жальник.

КОСКОВО — деревня Горского общества, число дворов — 38, число домов — 45, число жителей: 81 м. п., 101 ж. п.; Занятия жителей: земледелие. Озеро Озерское и колодец. Хлебозапасный магазин. (1910 год)

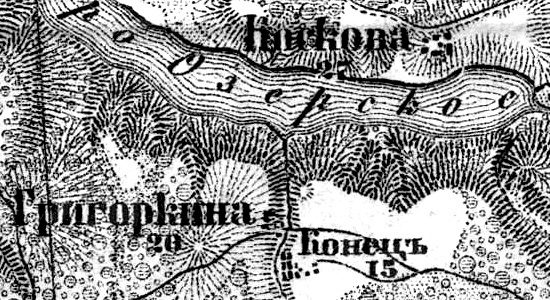
Деревня Косково на карте 1917 года

Согласно военно-топографической карте Новгородской губернии издания 1917 года, деревня называлась Коскова и насчитывала 27 крестьянских дворов.
С 1917 по 1918 год деревня входила в состав Деревской волости Тихвинского уезда Новгородской губернии.
С 1918 года, в составе Череповецкой губернии.
С 1924 года, в составе Пикалёвской волости.
С 1927 года, в составе Окуловского сельсовета Пикалёвского района.
В 1928 году население деревни составляло 197 человек.
С 1932 года, в составе Ефимовского района.
По данным 1933 года деревня называлась Носково и входила в состав Окуловского сельсовета Ефимовского района.
С 1953 года, в составе Бокситогорского района.
С 1963 года, вновь в составе Ефимовского района.
С 1965 года вновь в составе Бокситогорского района. В 1965 году население деревни составляло 40 человек.
По данным 1966 и 1973 годов деревня Косково также входила в состав Окуловского сельсовета.
По данным 1990 года деревня Косково входила в состав Самойловского сельсовета.
В 1997 году в деревне Косково Самойловской волости проживал 1 человек, в 2002 году постоянного населения не было.
В 2007 году в деревне Косково Самойловского СП также не было постоянного населения, в 2010 году — проживали 7 человек.

## География
Деревня расположена в северо-западной части района на автодороге 41К-297 (Окулово — Слизиха).
Расстояние до административного центра поселения — 22 км.
Расстояние до ближайшей железнодорожной станции Ефимовская на линии Волховстрой I — Вологда — 24 км. 
Деревня находится на северном берегу Озёрского озера — разлива реки Тихвинки.

## Демография
| 1862 | 1997 | 2002 | 2007 | 2010 | 2017 |
| ---- | ---- | ---- | ---- | ---- | ---- |
| 38   | ↘1   | ↘0   | →0   | ↗7   | ↗9   |